# American Folk Blues Festival
Das American Folk Blues Festival war eine Folk- und Blues-Tourneeserie, die ausschließlich in Europa stattfand und darauf ausgelegt war, vielen US-amerikanischen Bluesmusikern, die bislang oft nur lokal bekannt waren, ein gemeinsames Spielen auf international etablierten Bühnen zu ermöglichen.
Die ab 1962 von den Frankfurter Impresarios Horst Lippmann und Fritz Rau präsentierten Festivals waren angeregt durch die von dem Jazzkritiker Joachim-Ernst Berendt 1960 in Chicago veranstaltete und prominent besetzte Bluessession für den Südwestfunk in Baden-Baden und lösten die erste große Blues-Begeisterung aus – vor allem in Großbritannien, wo Bands wie zum Beispiel die Animals und die Yardbirds als Begleitband für Sonny Boy Williamson II. fungierten. Horst Lippmann und Fritz Rau versuchten das gesamte Spektrum des Blues abzudecken, was natürlich nicht immer möglich war. So wurden verschiedene regionale Stile und Traditionen berücksichtigt; sie legten Wert darauf, dass immer auch eine Bluesmusikerin vorgestellt wurde und dass neben den Stars auch unbekanntere Musiker zum Zug kamen – letzteres galt besonders für die späteren Festivals. Ein besonderer Clou gelang den Veranstaltern damit, dass sie das deutsche Fernsehen dazu brachten, die Shows in Form von Live-Auftritten oder aber Studiokonzerten (ohne Publikum) für ein größeres Publikum aufzubereiten.
Das Festival, zu dem Lippmann und Rau jährlich etwa zehn US-Bluesmusiker nach Europa brachten, fand jedes Jahr von 1962 bis 1972 und dann wieder von 1980 bis 1985 statt. Lediglich in den Jahren 1971 und 1984 gab es keine Tournee.

## 1962
Das Auftaktkonzert der Reihe fand am 4. Oktober 1962 im Kurhaus Baden-Baden statt und wurde vom Südwestfunk aufgezeichnet, bei dem Joachim-Ernst Berendt Jazzredakteur war. Die erste Festival-Tournee bereiste die BRD, die Schweiz, Österreich, Frankreich und Großbritannien. Dabei traten die Musiker in bekannten Spielstätten wie dem Olympia in Paris und dem Titania-Palast in Berlin auf, während ihre Musik sonst in den USA eher gering geschätzt worden war. Teilnehmende Musiker waren John Lee Hooker (der wegen eines Unfalls beim Auftaktkonzert fehlte), Memphis Slim, der Sänger und Bluesharpspieler Shakey Jake Harris (1921–1990, ein Onkel von Magic Sam); T-Bone Walker, die ehemalige Count-Basie-Sängerin Helen Humes (1913–1981), Willie Dixon, der Schlagzeuger Armand „Jump“ Jackson, Brownie McGhee und Sonny Terry. Bei der deutschen Fernsehproduktion wirkte noch ein weißer, nicht näher erwähnter Studiopianist bei einigen Helen-Humes-Titeln mit.

### Kritik aus dem Jahre 1962
Die britische Jazz-Zeitschrift Jazz Monthly beschrieb in ihrer Dezember-Ausgabe des Jahres 1962 zwei Auftritte in Manchester. Die Halle war gut gefüllt, aber bei weitem nicht ausverkauft. Viele reine Jazzfans waren wohl lieber zu Hause geblieben, weil Blues zu der Zeit in Europa eher als Teil des Jazz gesehen wurde und nicht als eigenständige Musikart.
John Lee Hooker eröffnete beide Auftritte solo und spielte zwei Lieder, was vom Publikum gut aufgenommen, aber als zu kurz empfunden wurde. Im Anschluss daran spielte Memphis Slim, der von der Rhythmusgruppe Dixon/Jackson begleitet wurde. Er war zu der Zeit von anderen Jazzkritikern kritisiert worden, dass sein Pianostil stark auf Wiederholungen aufbaute und sein Tempo nicht immer das sicherste sei; der Autor von Jazz Monthly verteidigte aber diesen Stil, indem er vor allem Slims Begleitung von Willie Dixons Sitting and Crying the Blues hervorhob, das Slims Versionen von Going Down Slow und Just a Dream folgte. Memphis Slims Gesang wurde als „beeindruckend“ bezeichnet. Zwischendurch betätigte sich Dixon während des Auftrittes immer wieder als Moderator und Komiker, was wohlwollend aufgenommen wurde, aber durch den engen Zeitrahmen auf Kosten der Musik ging.
Sonny Terry und Brownie McGhee spielten ein relativ langes Set mit fünf beziehungsweise sechs Stücken, was aber sehr gut ankam und bejubelt wurde. Der Kritiker meinte in dem Artikel, da das Duo schon sehr bekannt sei und in der Vergangenheit schon öfter zu sehen gewesen war, hätte hier zu Gunsten von anderen Künstlern gekürzt werden können. Zuweilen verdächtigte er die beiden des polierten Spiels und somit einer fehlenden „Authentizität“. Ein Vorwurf, der dem Duo später öfter gemacht wurde. Dennoch wussten die beiden auch den Autor mit dem von ihm nicht erwarteten Jim Jackson’s Kansas City Blues zu überraschen.
Shakey Jake Harris spielte als Nächster mit Slim/Dixon/Jackson als Band. Er wurde als solide aber nicht sehr eigenständig bezeichnet, dafür aber als „authentisch“. Darüber hinaus wünschte sich der Autor eine etwas modernere Begleitung als durch die erwähnte Band.
T-Bone Walker riss nicht nur durch sein Spiel und Gesang (Mean Mistreater Blues und Stormy Monday), den er aber nur spärlich einsetzte, das Publikum mit, sondern auch durch seine Bühnenshow (Gitarre hinter dem Kopf spielen, Spagat und ähnliches), die das britische Publikum seit Lionel Hampton (auf die Trommel springen) nicht mehr gesehen hatte.
Den Abschluss bildeten Helen Humes mit Walker/Dixon/Jackson und einem unbekannten europäischen (?) Pianisten. Ihr Stil wird als Mix aus Swing und dem klassischen Blues der zwanziger Jahre beschrieben. Dixon/Jackson waren stilistisch eher gewohnt, den schwereren Chicago Beat statt des leichteren Kansas City Swing zu spielen, was man auch hörte. Walker machten beide Stile kein Problem. Humes sang neben ihrem Hit aus den späten Vierzigern Million Dollar Secret noch zwei Blueslieder und das Jazzstück Baby Won’t You Please Come Home. Sie hatte laut des Kritikers manchmal Probleme mit den ganz hohen Tönen, was aber den Gesamteindruck nicht schmälern sollte.

## 1963
Teilnehmende Musiker: Muddy Waters, Otis Spann, Memphis Slim, Willie Dixon, Sonny Boy Williamson, Big Joe Williams und Lonnie Johnson. Ferner die Sängerin, Pianistin und Plattenproduzentin Victoria Spivey, der Schlagzeuger Bill Stepney und der Gitarrist Matt Murphy, welcher zu der Zeit ein sehr gefragter Studiomusiker war und der unter anderem bei einigen Aufnahmen von Chuck Berry für das Plattenlabel Chess Records zu hören ist.

## 1964
Die Tournee beinhaltete Auftritte in der BRD, DDR, in West-Berlin (Sportpalast), Schweden, Dänemark, Norwegen, in der Schweiz, in Großbritannien und in Frankreich. Teilnehmende Musiker waren: Sonny Boy Williamson, Sunnyland Slim, Hubert Sumlin, Howlin’ Wolf, Lightnin’ Hopkins, der Bluesharpspieler Hammie Nixon (1908–1984), welcher mit dem Sänger und Gitarristen Sleepy John Estes (1904–1977) als Duo auftrat; die Blues- und Soul-Sängerin Sugar Pie DeSanto, die mit ihrer Cousine Etta James beim Chess-Label ein Duett aufnahm; der Schlagzeuger Clifton James (geboren 1936), der ein gut beschäftigter Drummer in Chicago war und unter anderem mit Bo Diddley, Johnny Shines und Big Walter Horton aufnahm; außerdem der Country-Blues-Gitarrist John Henry Barbee (1905–1964), der wegen Krankheit die Tournee abbrechen musste, einige Tage später in Chicago einen Autounfall mit Fahrerflucht verursachte, in Untersuchungshaft genommen wurde und einen tödlichen Herzinfarkt erlitt.

## 1965
Teilnehmende Musiker waren: Buddy Guy, der James Browns Papa’s Got a Brand New Bag spielte; J. B. Lenoir, der Pianist und Sänger Eddie Boyd (1914–1994) – Komponist des Bluesklassikers Five Long Years und seit den 1930er-Jahren in Chicago aktiv, der sich anschließend entschloss, Europa zu seiner Heimat zu machen; Big Mama Thornton, Originalsängerin von Ball and Chain und Hound Dog, welche später durch Janis Joplin beziehungsweise Elvis Presley bekannt wurden; Doctor Ross (1925–1993), ein Bluesharp-Virtuose und eine „One-Man-Band“, welcher bereits in den 1950er-Jahren für Sun Records, der ersten Plattenfirma von Elvis Presley, aufgenommen hatte; John Lee Hooker, Big Walter Horton, dem Sänger und Gitarristen Jimmie Lee Robinson (1931–2002), der wie häufig hier hauptsächlich E-Bass spielte, in den 1950er-Jahren in der Eddie-Taylor-Band spielte und in den 1990er-Jahren eine Bürgerinitiative gegen das „Plattsanieren“ der Gegend um die Maxwell Street in Chicago ins Leben rief; mit Fred Below (1926–1988) war ein stilprägender Bluesdrummer für den Rhythmus verantwortlich; Fred McDowell (1905–1972), dessen You Got To Move auch die Rolling Stones spielten.

## 1966
Teilnehmende Musiker des Festivals waren die beiden Pianisten Roosevelt Sykes (1906–1983) und Eurreal „Little Brother“ Montgomery (1906–1985), die schon seit den späten 1920er- beziehungsweise frühen 1930er-Jahren Platten aufgenommen hatten. Den Sprung in den Chicago Blues der fünfziger Jahre hatten sie geschafft, indem sie zum Beispiel Otis Rush auf seinen Cobra-Records-Aufnahmen begleiteten. Rush nahm ebenfalls am Festival von 1966 teil und stand mit seinen 32 Jahren genau wie Junior Wells für die neue schwarze Bluesgeneration, die sich erstmals den europäischen Jazz – aber vor allem Rockfans präsentierte. Der E-Bassist Jack Myers (1937–2011) und der Schlagzeuger Fred Below, der früher mit Little Walters Originalband The Aces spielte, bildeten die Rhythmusgruppe.
Mit Robert Pete Williams (1914–1980) konnte das Festival mit einem Country-Blues-Gitarristen aus Louisiana aufwarten, der auf der Höhe seiner Schaffenskraft war, nachdem er das schon zwei Jahre zuvor beim Newport Folk Festival unter Beweis gestellt hatte. Er hatte einen sehr eigenen Stil und man konnte ihn mit keinem anderen Musiker vergleichen. Er spielte Country Blues, aber eine neue Version, sowohl bei seinen Originalen wie den Coverversionen.
Der Sänger Big Joe Turner (1911–1985) nahm (mit dem Boogie-Woogie-Pianisten Pete Johnson (1904–1967)) Ende der 1930er Jahre den Rhythm and Blues schon vorweg, ehe dieser nach dem Zweiten Weltkrieg richtig erblühte. Später inspirierte er die ersten Rock ‘n’ Roller wie Bill Haley und Elvis Presley, die beide Shake, Rattle And Roll aufnahmen. Er wurde auf dem Festival von Otis Rush, der Rhythmusgruppe und wahlweise von den beiden Pianisten begleitet.
Sippie Wallace (1898–1986) wurde dem klassischen Blues zugerechnet, deren bekannteste Vertreter Bessie Smith und Ma Rainey schon jahrzehntelang tot waren. Sie war zusammen mit Alberta Hunter und Victoria Spivey eine der letzten Vertreterinnen einer Musikära.

## 1967
Auf dem American Folk Blues Festival spielten 1967 Bukka White, Hound Dog Taylor, Sonny Terry & Brownie McGhee, Hound Dog Taylor (der mit „The Sky Is Crying“ von Elmore James auftrat), Son House, Little Walter, Koko Taylor und Skip James.

## 1968
Auf dem American Folk Blues Festival spielten 1968, mt Auftritten in Kön und London, John Lee Hooker (mit Big Walter Horton, Eddie Taylor, T-Bone Walker, Jerome Arnold, J.C. Lewis), Big Walter Horton (mit Eddie Taylor, T-Bone Walker, Jerome Arnold und J.C. Lewis), T-Bone Walker (mit Eddie Taylor, Jerome Arnold, Jessie C. Lewis), Jimmy Reed (mit Eddie Taylor, Jerome Arnold, J.C. Lewis) und Big Joe Williams als Solist mit „Cryin' Shame“ und „Baby Please Don't Go“ sowie Curtis Jones.

## 1969
In der Royal Albert Hall traten am 3. Oktober 1969 auf: Juke Boy Bonner, Earl Hooker, Carey Bell, John Jackson, Clifton Chenier, Magic Sam und Whistling Alex Moore.

## 1970
Bei der Tournee 1970 spielten die (nicht näher bezeichneten) Chicago Blues All Stars (wohl Willie Dixon, Clifton James, Johnny Shines, Big Walter Shakey Horton und Sunnyland Slim) sowie Bukka White, Champion Jack Dupree, Sonny Terry & Brownie McGhee, Lee Jackson und Lafayette Leake.

## 1972
Auf dem American Folk Blues Festival 1972 spielten u. a. in Lünen und München Bukka White, Big Joe Williams, Robert Pete Williams, Roosevelt Sykes und Memphis Slim.

## 1980
Bei der Fortsetzung des American Folk Blues Festival spielten die Solisten Louisiana Red und Willie Mabon, dann in verschiedenen Zusammenstellungen Joseph „Washboard Doc“, Cab Lucky, John „Flash“ Whitner, Louisiana Red, Eunice Davis, Sunnyland Slim, Hubert Sumlin, Carey Bell, Eddie Taylor, Robert Stroger und Odie Payne.

## 1981
Bei Konzerten u. a. in Kamen und in der Siegerlandhalle, Siegen traten auf: John Cephas & Phil Wiggins, Sunnyland Slim, Louisiana Red, Carey Bell’s Blues Harp Band, Margie Evans.

## 1982
Beim American Folk Blues Festival ’82 spielten James „Son“ Thomas, Archie Edwards, „Bowling Green John“ Cephas & „Harmonica Phil“ Wiggins, Carey Bell und Margie Evans.